# Ethnikos Dimokratikos Ellinikos Syndesmos
Lo Ethnikos Dimokratikos Ellinikos Syndesmos, in sigla EDES (in greco: Ε.Δ.Ε.Σ. - Εθνικός Δημοκρατικός Ελληνικός Σύνδεσμος) che significa Esercito Nazionale Democratico Ellenico, fu una organizzazione politica il cui braccio militare Gruppi Nazionali di Combattenti Greci (Εθνικές Ομάδες Ελλήνων Ανταρτών, ΕΟΕΑ) combatté le forze dell'Asse durante il periodo della resistenza greca. Durante l'occupazione della Grecia dalle forze dell'Asse fu, assieme all' Ellinikós Laïkós Apeleftherotikós Stratós (ELAS), uno dei gruppi di resistenza più importanti del paese

## Origini
Il movimento fu attivo dal 9 settembre 1941; il suo fondatore, Napoleon Zervas, era un ex colonnello dell'esercito tra i protagonisti di un fallito colpo di stato a favore di Eleutherios Venizelos nel 1935. L'orientamento politico dell'organizzazione fu repubblicano e democratico e il suo programma inizialmente non differiva tantissimo da quello del gruppo rivale ELAS. Entrambi combattevano le forze d'occupazione straniere, erano contrari alla monarchia di Giorgio II che appoggiò il dittatore Ioannis Metaxas e dopo la liberazione avrebbero attuato libere elezioni e la riforma agraria.

## Storia

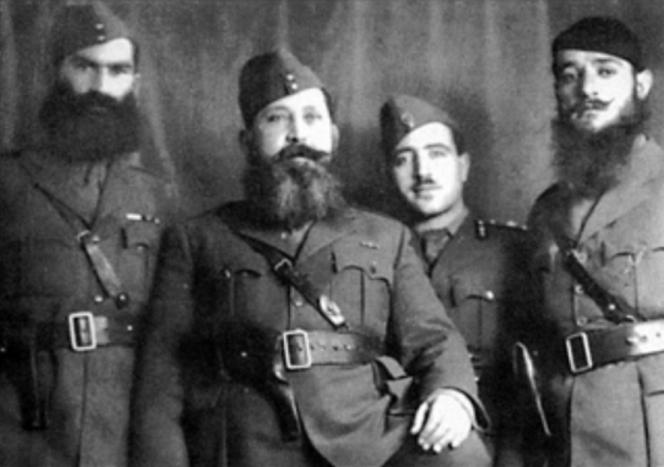
Napoleon Zervas ed altri membri dell'EDES

Il gruppo fu attivo sul territorio nazionale greco in azioni di guerriglia e sabotaggi, con l'aiuto dei servizi segreti Alleati. Una delle azioni più eclatanti, e l'unica in collaborazione con il gruppo rivale ELAS, fu l'operazione Harling, nota come battaglia di Gorgopotamos. Verso la fine dell'occupazione nazista l'EDES riuscì a formare, nella zona dell'Epiro, un'amministrazione locale indipendente. Mentre erano ancora in corso le ostilità con l'Asse, l'orientamento di EDES diventò più conservatore e filo monarchico diventando elemento importante per gli interessi delle forze conservatori e filo inglesi in Grecia. Nello stesso periodo, il movimento, fu anche protagonista di scontri con gli altri movimenti resistenziali greci, l'ELAS e l'Ethniki kai Koinoniki Apeleftherosis (EKKA), scontri che terminarono grazie alla mediazione dei britannici, ma che divamparono ancora più forti nel dopoguerra, portando alla guerra civile greca.